# Liste der Vögel in Kalifornien

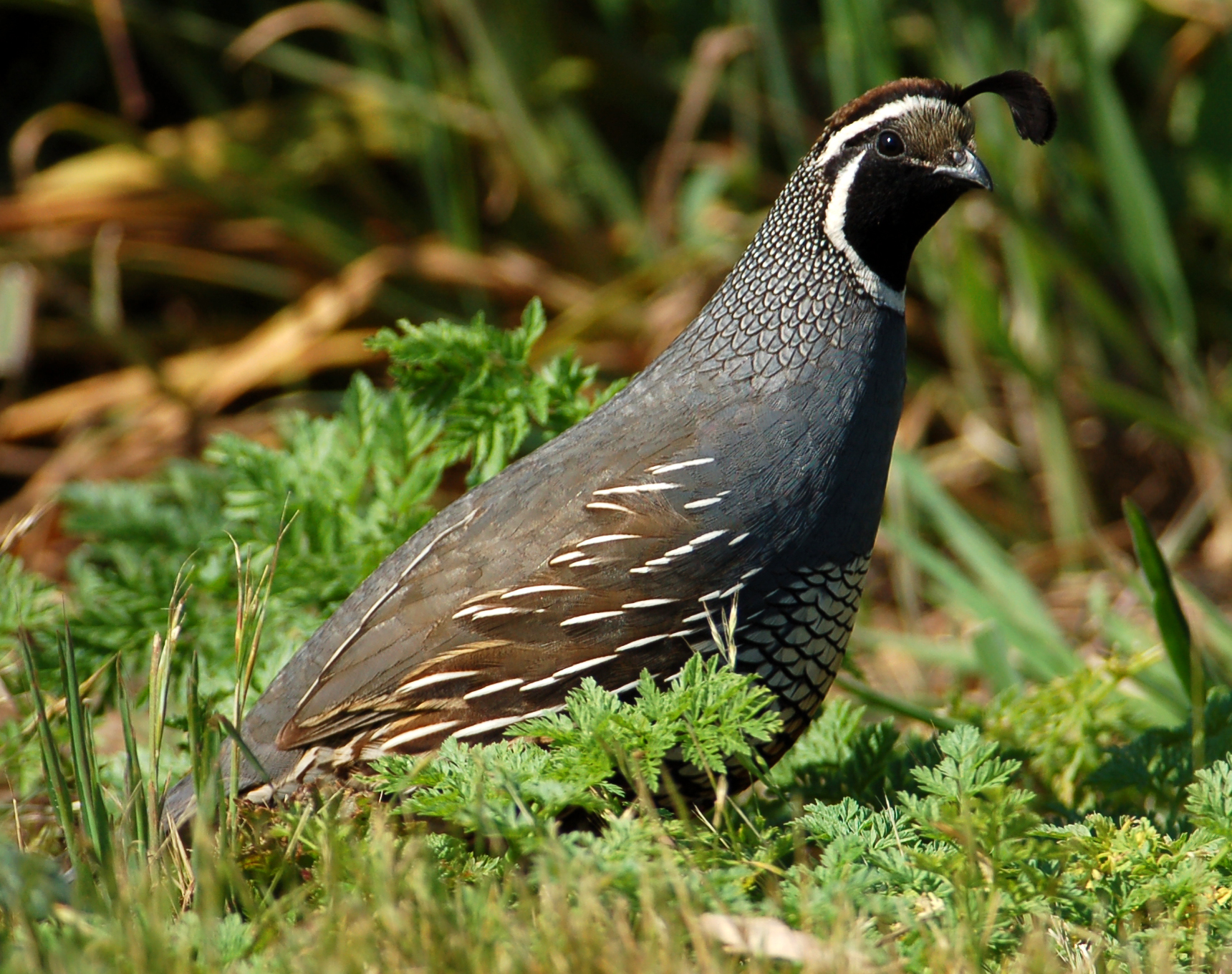
Die Schopfwachtel (Callipepla californica) ist der offizielle Staatsvogel von Kalifornien.

Die Liste der Vögel in Kalifornien führt die Vogelarten auf, die in Kalifornien vorkommen oder dort einmal vorgekommen sind. Sie folgt der vom California Birds Records Committee (CBRC) veröffentlichten Official California Bird List mit Stand vom 2. Februar 2014.
Die Liste umfasst insgesamt 657 Arten, von denen 11 zwar ursprünglich nicht in Kalifornien heimisch, heute aber etabliert sind. Zwei dieser Neozoen sind inzwischen wieder ausgerottet worden, wobei eine dieser beiden Arten zur Zeit gezielt wieder in Kalifornien angesiedelt wird, bisher aber noch nicht vollständig wieder heimisch ist.
Die Reihenfolge der Arten in dieser Liste ist an diejenige der Check-List of North American Birds der North American Ornithologists’ Union (7. Auflage) angeglichen.

## Die Vogelwelt Kaliforniens

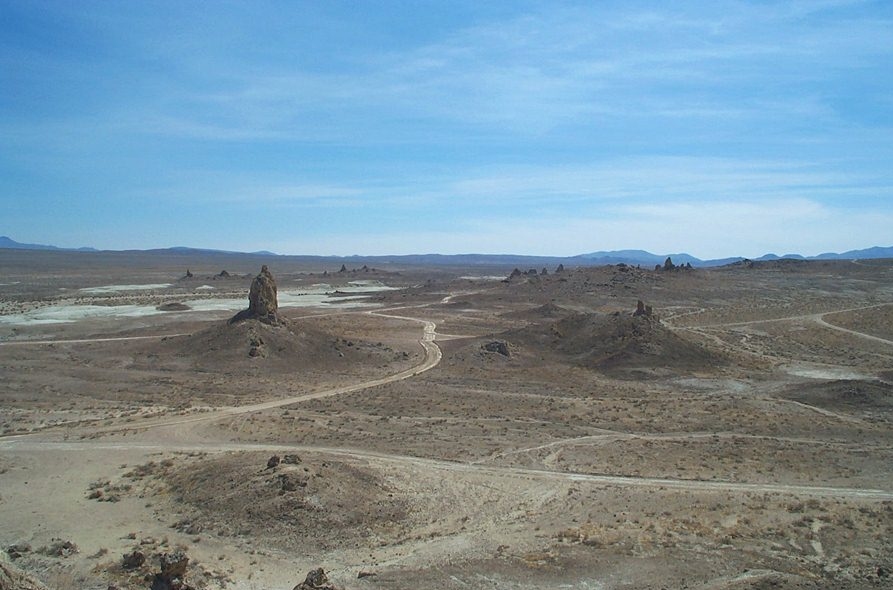
Pinnacles National Natural Landmark in der Mojave-Wüste
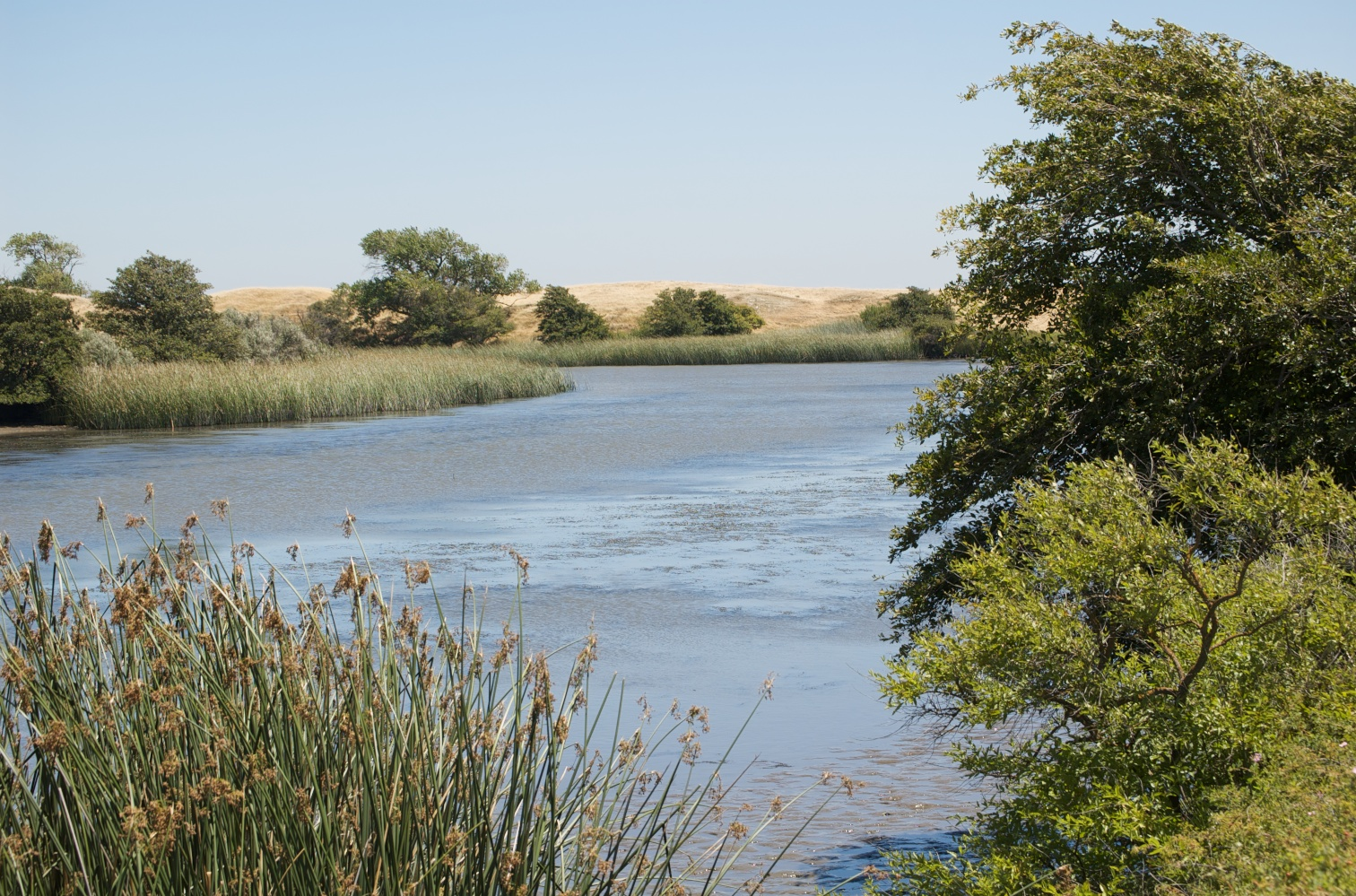
Flusstal des Sacramento River im kalifornischen Längstal
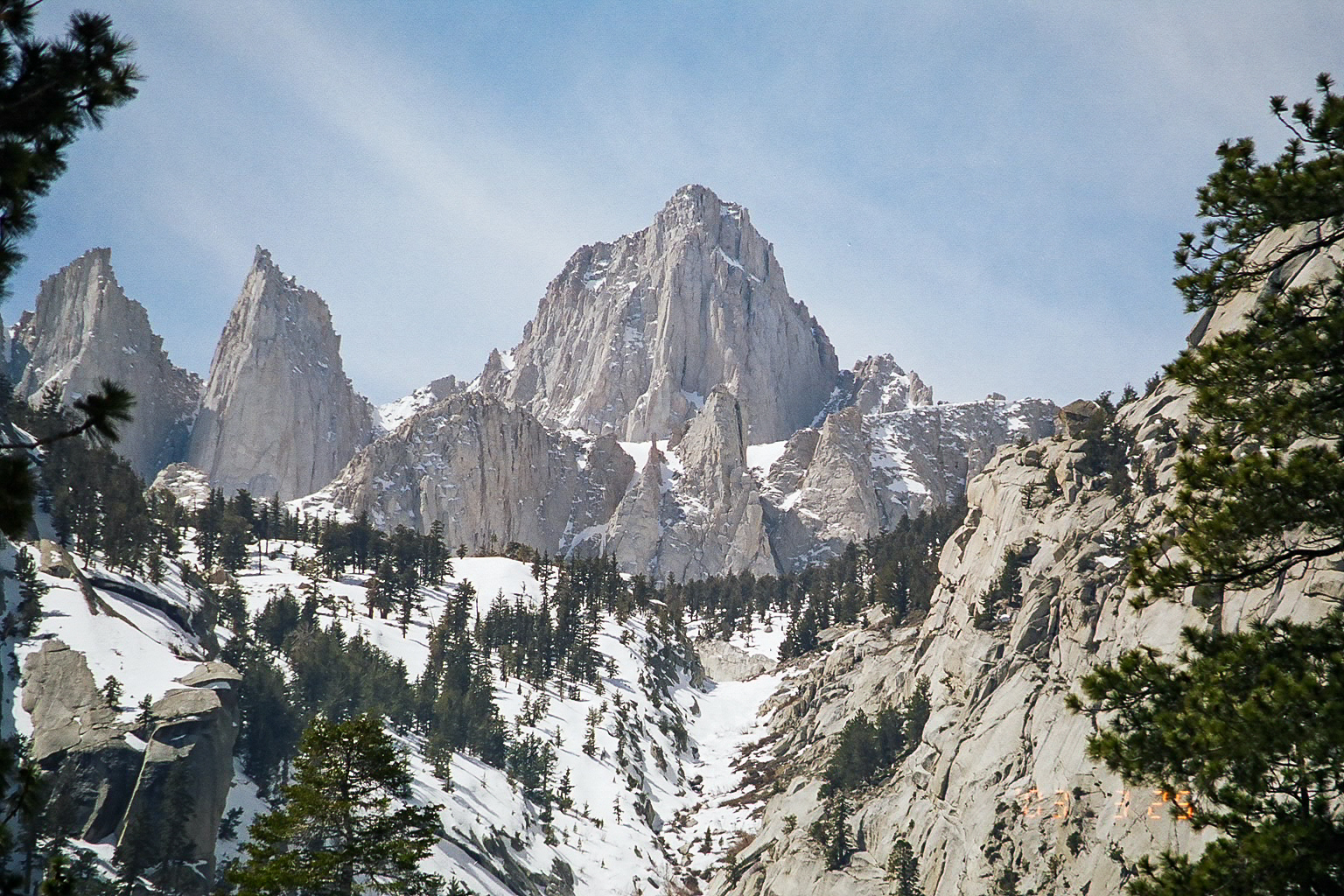
Mount Whitney in der Sierra Nevada
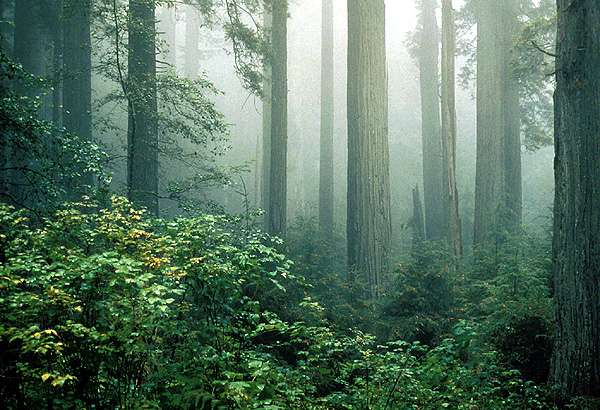
Küstenregenwald im Redwood-Nationalpark

Laut Jules Evens und Ian Tait, Autoren einer maßgeblichen Einführung zur Vogelwelt Kaliforniens (Introduction to California Birdlife, 2005), machen die mehr als 600 auf dem Gebiet des Bundesstaates Kalifornien vorkommenden Vogelarten etwa drei Viertel der in den gesamten Vereinigten Staaten vorkommenden Vogelarten aus. Evens und Tait führen diese beispiellose Vielfalt auf eine Kombination von günstigen klimatischen Bedingungen und der abwechslungsreichen, eine Vielzahl an unterschiedlichen Habitaten begünstigenden Landoberfläche des Staates im äußersten Westen der USA zurück. Mit seinen äußerst heterogenen Landschaftsformen – von der Trockenwüste über die Berge der Sierra Nevada und das fruchtbare kalifornische Längstal bis hin zum gemäßigten Regenwald an der nördlichen Pazifikküste – bietet Kalifornien eine überdurchschnittlich hohe Zahl unterschiedlicher Lebensräume für Vögel. Dabei ist Kalifornien auf dem Festland der USA die einzige Region, die als Endemic Bird Area ausgewiesen ist.

### Endemiten
Zwei Vogelarten und 60 Unterarten sind in Kalifornien endemisch, kommen also nur dort vor. Der Inselhäher (Aphelocoma insularis) kommt allein auf Santa Cruz Island, einer nur 245 Quadratkilometer großen Insel im Channel-Islands-Nationalpark vor. Von seinem nächsten Verwandten auf dem Festland, dem Westlichen Buschhäher (Aphelocoma californica) unterscheidet er sich durch seine Größe, Farbe, Stimme und sein Nistverhalten. Das Verbreitungsgebiet der Gelbschnabelelster (Pica nuttalli) beschränkt sich auf das kalifornische Längstal und die Täler der Küstengebirge südlich von San Francisco.  Neben dem Nuttallspecht (Picoides nuttallii) ist sie einer von zwei kalifornischen Endemiten, die nach dem englischen Zoologen Thomas Nuttall (1786–1859) benannt sind, der als einer der ersten Europäer die Tier- und Pflanzenwelt Kaliforniens beschrieb. Der Kalifornienkondor (Gymnogyps californianus), von 1987 bis 1992 in freier Wildbahn ausgestorben, wird seit 1992 im Zuge des größten Erhaltungszucht-Programms der Vereinigten Staaten wieder ausgewildert. Während der Kalifornienkondor lange Zeit in Kalifornien endemisch war, kommt er heute nicht allein im Big Sur und dem Pinnacles-Nationalpark Kaliforniens vor, sondern auch im Nordosten Arizonas und im Norden des mexikanischen Bundesstaats Baja Kalifornia.

Endemiten und ehemals endemische Arten Kaliforniens
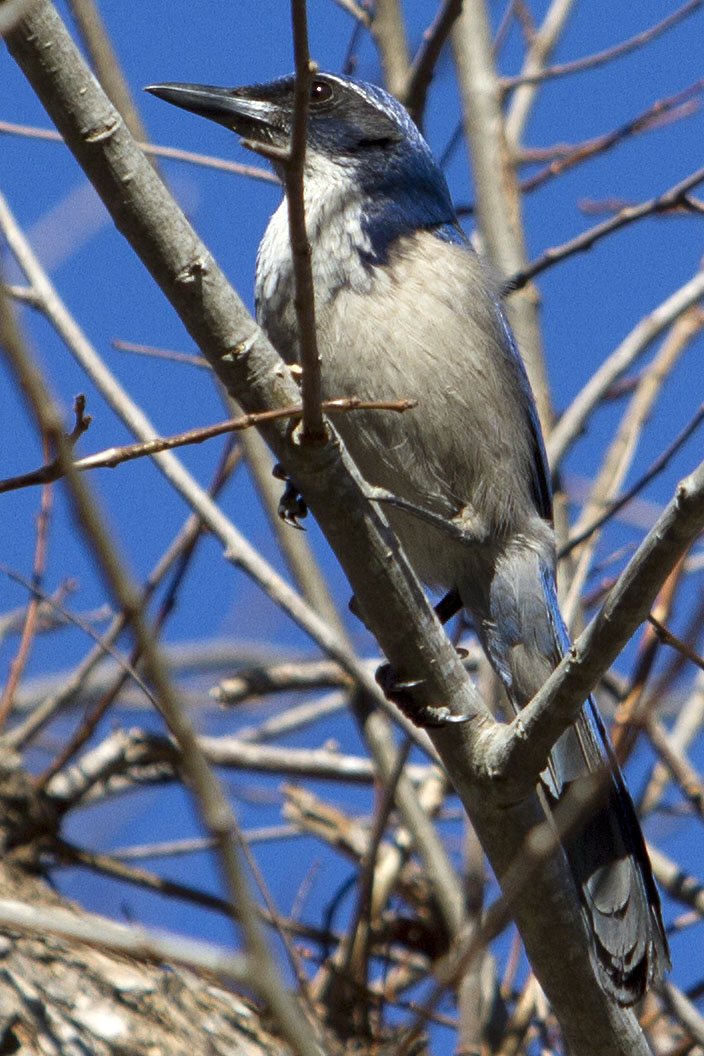
Inselhäher (Aphelocoma insularis)
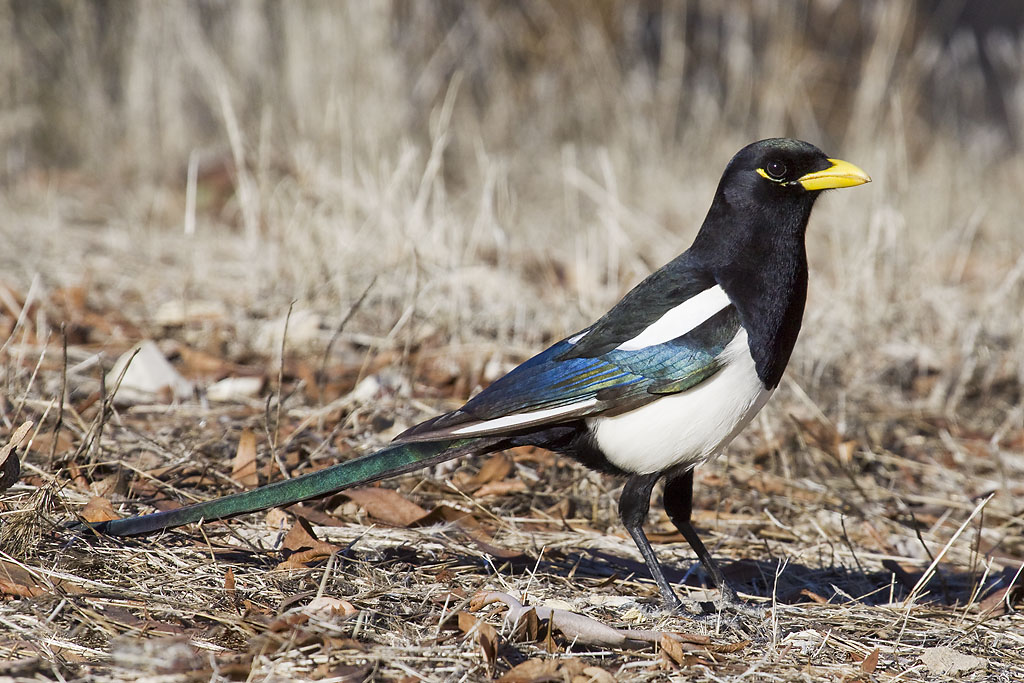
Gelbschnabelelster (Pica nuttalli)
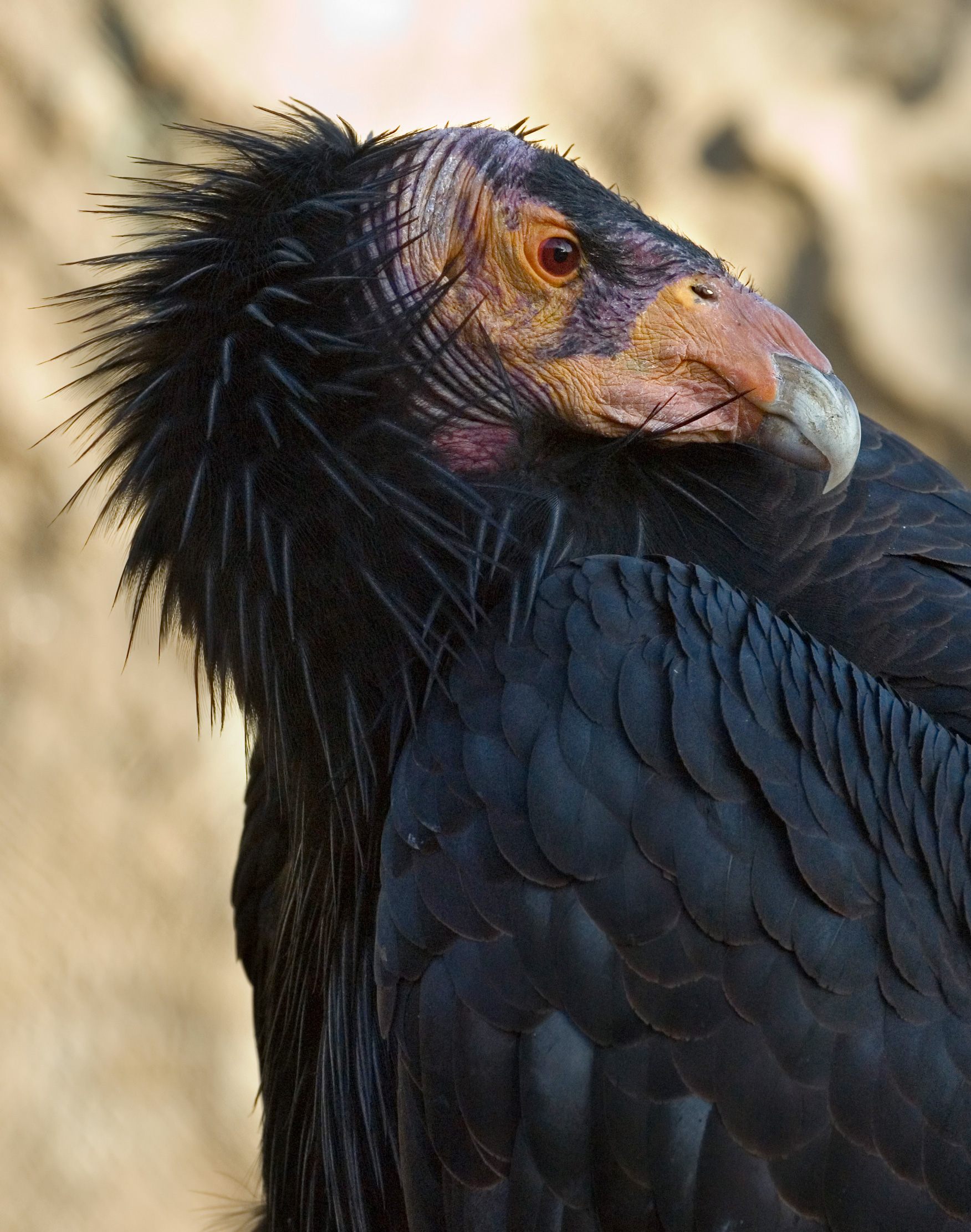
Kalifornienkondor (Gymnogyps californianus)

### Neozoen

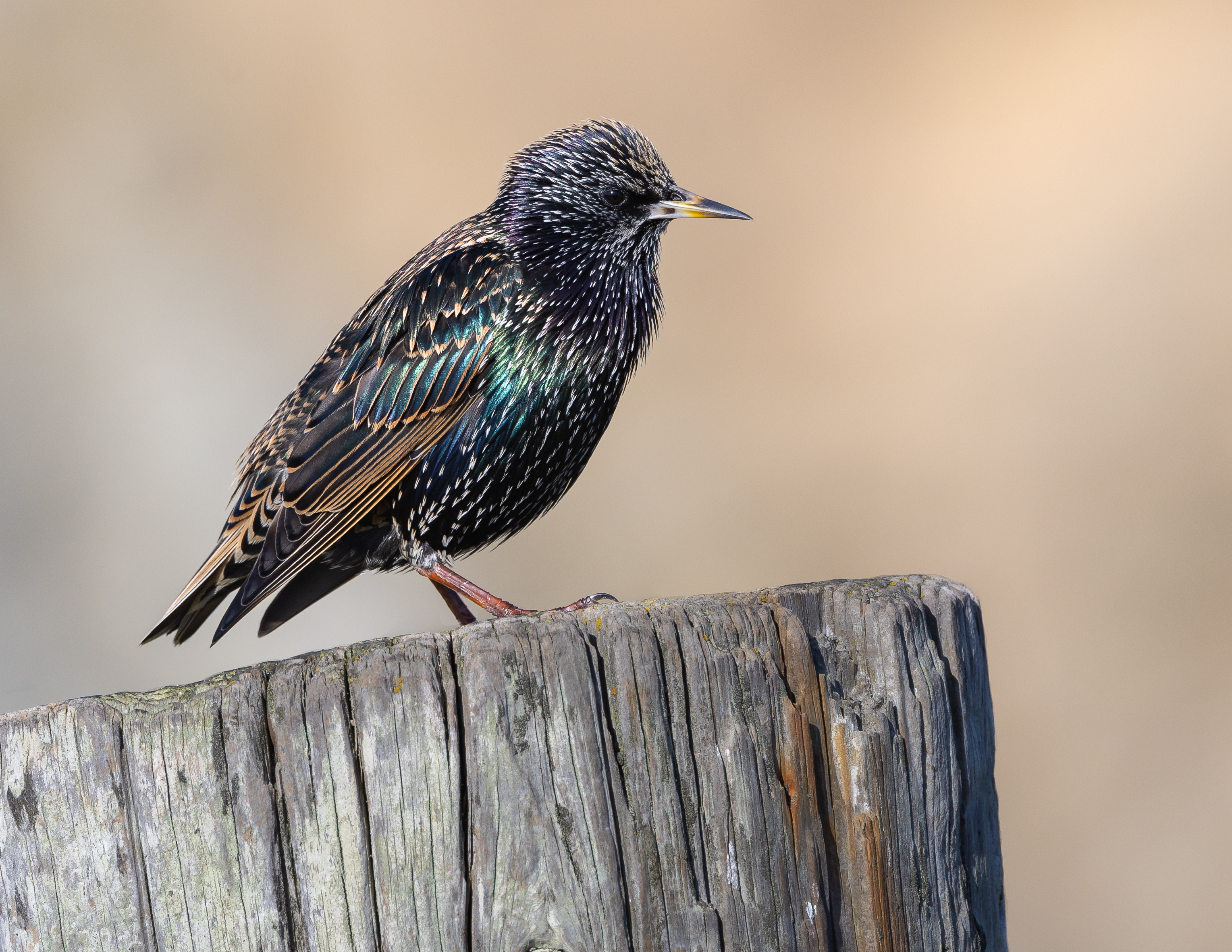
Der Star ist eine im 19. Jahrhundert nach Nordamerika eingeführte, nichtheimische Art. Hier ein Exemplar an der Pazifikküste von Sonoma County, Kalifornien.

Von den 657 in Kalifornien vorkommenden Vogelarten gehören 9 zu den Neozoen, den nichtheimischen Arten:
- Chukarhuhn (Alectoris chukar)
- Fasan (Phasianus colchicus)
- Weißschwanz-Schneehuhn (Lagopus leucura)
- Truthuhn (Meleagris gallopavo)
- Felsentaube (Columba livia)
- Perlhalstaube (Streptopelia chinensis)
- Grünwangenamazone (Amazona viridigenalis)
- Star (Sturnus vulgaris)
- Haussperling (Passer domesticus)

Vier dieser Arten (Chukarhuhn, Fasan, Weißschwanz-Schneehuhn und Truthuhn) wurden als Jagdwild eingeführt. Von diesen hat der Fasan, von dem die California Fish and Game Commission bis 1916 insgesamt 5,000 Tiere einführte, die weiteste Verbreitung erlangt.

## Artenliste
Legende
* – Art steht zur Überprüfung an, da nur vier oder weniger Sichtungen über die letzten zehn Jahre (189 Arten)

I – Ursprünglich nicht in Kalifornien heimisch, heute aber etabliert (9 Arten)

E – In Kalifornien ausgerottet (1 Art)

RI – Wiederansiedlung begonnen, Art aber noch nicht vollständig wieder heimisch (1 Art)
P – Zumindest eine fotografisch dokumentierte Sichtung (112 Arten)

V – Zumindest eine durch Video dokumentierte Sichtung (24 Arten)

A – Zumindest eine durch Tonaufnahme dokumentierte Sichtung (9 Arten)

S – Allein durch Beobachtung dokumentiert (2 Arten)

### Gänsevögel (Anseriformes)

#### Entenvögel (Anatidae)
- Herbstpfeifgans (Dendrocygna autumnalis) – Black-bellied Whistling-Duck – *P
- Gelbbrust-Pfeifgans (Dendrocygna bicolor) – Fulvous Whistling-Duck – *
- Waldsaatgans (Anser fabalis) – Bean-Goose – *P
- Blässgans (Anser albifrons) – Greater White-fronted Goose
- Kaisergans (Anser canagicus) – Emperor Goose – *
- Schneegans (Anser caerulescens) – Snow Goose
- Zwergschneegans (Anser rossii) – Ross’s Goose
- Ringelgans (Branta bernicla) – Brant
- Zwergkanadagans (Branta hutchinsii) – Cackling Goose
- Kanadagans (Branta canadensis) – Cackling Goose
- Trompeterschwan (Cygnus buccinator) – Trumpeter Swan – P
- Pfeifschwan (Cygnus columbianus) – Tundra Swan
- Singschwan (Cygnus cygnus) – Whooper Swan – *P
- Brautente (Aix sponsa) – Wood Duck
- Schnatterente (Anas strepera) – Gadwall
- Sichelente (Anas falcata) – Falcated Duck – *P
- Pfeifente (Anas penelope) – Eurasian Wigeon
- Kanadapfeifente (Anas americana) – American Wigeon
- Dunkelente (Anas rubripes) – American Black Duck – *
- Stockente (Anas platyrhynchos) – Mallard
- Blauflügelente (Anas discors) – Blue-winged Teal
- Zimtente (Anas cyanoptera) – Cinnamon Teal
- Löffelente (Anas clypeata) – Northern Shoveler
- Spießente (Anas acuta) – Northern Pintail
- Knäkente (Anas querquedula) – Garganey – *
- Gluckente (Anas formosa) – Baikal Teal – *
- Krickente (Anas crecca) – Green-winged Teal
- Riesentafelente (Aythya valisineria) – Canvasback
- Rotkopfente (Aythya americana) – Redhead
- Tafelente (Aythya ferina) – Common Pochard – *P
- Ringschnabelente (Aythya collaris) – Ring-necked Duck
- Reiherente (Aythya fuligula) – Tufted Duck
- Bergente (Aythya marila) – Greater Scaup
- Kanadabergente (Aythya affinis) – Lesser Scaup
- Scheckente (Polysticta stelleri) – Steller’s Eider – *P
- Prachteiderente (Somateria spectabilis) – King Eider – *
- Eiderente (Somateria mollissima) – Common Eider – *P
- Kragenente (Histrionicus histrionicus) – Harlequin Duck
- Brillenente (Melanitta perspicillata) – Surf Scoter
- Samtente (Melanitta fusca) – White-winged Scoter
- Pazifiktrauerente (Melanitta americana) – Black Scoter
- Eisente (Clangula hyemalis) – Long-tailed Duck
- Büffelkopfente (Bucephala albeola) – Bufflehead
- Schellente (Bucephala clangula) – Common Goldeneye
- Spatelente (Bucephala islandica) – Barrow’s Goldeneye
- Zwergsäger (Mergellus albellus) – Smew – *PV
- Kappensäger (Lophodytes cucullatus) – Hooded Merganser
- Gänsesäger (Mergus merganser) – Common Merganser
- Mittelsäger (Mergus serrator) – Red-breasted Merganser
- Schwarzkopf-Ruderente (Oxyura jamaicensis) – Ruddy Duck

### Hühnervögel (Galliformes)

#### Zahnwachteln (Odontophoridae)
- Bergwachtel (Oreortyx pictus) – Mountain Quail
- Schopfwachtel (Callipepla californica) – California Quail
- Helmwachtel (Callipepla gambelii) – Gambel’s Quail

#### Fasanenartige (Phasianidae)
- Chukarhuhn (Alectoris chukar) – Chukar – I
- Fasan (Phasianus colchicus) – Ring-necked Pheasant – I
- Kragenhuhn (Bonasa umbellus) – Ruffed Grouse
- Beifußhuhn (Centrocercus urophasianus) – Greater Sage-Grouse
- Weißschwanz-Schneehuhn (Lagopus leucura) – White-tailed Ptarmigan – IP
- Felsengebirgshuhn (Dendragapus obscurus fuliginosus) – Sooty Grouse
- Schweifhuhn (Tympanuchus phasianellus) – Sharp-tailed Grouse – E
- Truthuhn (Meleagris gallopavo) – Wild Turkey – I

### Seetaucher (Gaviiformes)

#### Seetaucher (Gaviidae)
- Sterntaucher (Gavia stellata) – Red-throated Loon
- Prachttaucher (Gavia arctica) – Arctic Loon – *
- Pazifiktaucher (Gavia pacifica) – Pacific Loon
- Eistaucher (Gavia immer) – Common Loon
- Gelbschnabeltaucher (Gavia adamsii) – Yellow-billed Loon – *

### Lappentaucher (Podicipediformes)

#### Lappentaucher (Podicipedidae)
- Schwarzkopf-Zwergtaucher (Tachybaptus dominicus) – Least Grebe – *
- Bindentaucher (Podilymbus podiceps) – Pied-billed Grebe
- Ohrentaucher (Podiceps auritus) – Horned Grebe
- Rothalstaucher (Podiceps grisegena) – Red-necked Grebe
- Schwarzhalstaucher (Podiceps nigricollis) – Eared Grebe
- Renntaucher (Aechmophorus occidentalis) – Western Grebe
- Clarktaucher (Aechmophorus clarkii) – Clark’s Grebe

### Röhrennasen (Procellariiformes)

#### Albatrosse (Diomedeidae)
- Weißkappenalbatros (Thalassarche cauta) – Shy Albatross – *P
- Rußalbatros (Phoebetria palpebrata) – Light-mantled Albatross – *PV
- Wanderalbatros (Diomedea exulans) – Wandering Albatross – *P
- Laysanalbatros (Phoebastria immutabilis) – Laysan Albatross
- Schwarzfußalbatros (Phoebastria nigripes) – Black-footed Albatross
- Kurzschwanzalbatros (Phoebastria albatrus) – Short-tailed Albatross – *

#### Sturmvögel (Procellariidae)
- Eissturmvogel (Fulmarus glacialis) – Northern Fulmar
- Langflügelsturmvogel (Pterodroma macroptera) – Great-winged Petrel – *PV
- Murphy-Sturmvogel (Pterodroma ultima) – Murphy’s Petrel
- Regensturmtaucher (Pterodroma inexpectata) – Mottled Petrel
- Hawaiisturmvogel (Pterodroma sandwichensis) – Hawaiian Petrel – PV
- Cooksturmvogel (Pterodroma cookii) – Cook’s Petrel
- Stejnegersturmvogel (Pterodroma longirostris) – Stejneger’s Petrel – *P
- Bulwersturmvogel (Bulweria bulwerii) – Bulwer’s Petrel – *P
- Weißkinn-Sturmvogel (Procellaria aequinoctialis) – White-chinned Petrel – *PV
- Parkinson-Sturmvogel (Procellaria parkinsoni) – Parkinson’s Petrel – *P
- Weißgesicht-Sturmtaucher (Calonectris leucomelas) – Streaked Shearwater – *
- Gelbschnabel-Sturmtaucher (Calonectris diomedea) – Cory’s Shearwater – *P
- Rosafuß-Sturmtaucher (Puffinus creatopus) – Pink-footed Shearwater
- Blassfuß-Sturmtaucher (Puffinus carneipes) – Flesh-footed Shearwater
- Großer Sturmtaucher (Puffinus gravis) – Great Shearwater – *P
- Keilschwanz-Sturmtaucher (Puffinus pacificus) – Wedge-tailed Shearwater – *P
- Graunacken-Sturmtaucher (Puffinus bulleri) – Buller’s Shearwater
- Dunkler Sturmtaucher (Puffinus griseus) – Sooty Shearwater
- Kurzschwanz-Sturmtaucher (Puffinus tenuirostris) – Short-tailed Shearwater
- Atlantiksturmtaucher (Puffinus puffinus) – Manx Shearwater – PV
- Townsend-Sturmtaucher (Puffinus auricularis) – Townsend’s Shearwater – *
- Schwarzsteiß-Sturmtaucher (Puffinus opisthomelas) – Black-vented Shearwater

#### Sturmschwalben (Hydrobatidae)
- Buntfuß-Sturmschwalbe (Oceanites oceanicus) – Wilson’s Storm-Petrel
- Gabelschwanz-Wellenläufer (Oceanodroma furcata) – Fork-tailed Storm-Petrel
- Kragen-Wellenläufer (Oceanodroma hornbyi) – Ringed Storm-Petrel – *P
- Wellenläufer (Oceanodroma leucorhoa) – Leach’s Storm-Petrel
- Einfarb-Wellenläufer (Oceanodroma homochroa) – Ashy Storm-Petrel
- Galapagos-Wellenläufer (Oceanodroma tethys) – Wedge-rumped Storm-Petrel – *
- Schwarz-Wellenläufer (Oceanodroma melania) – Black Storm-Petrel
- Tristram-Wellenläufer (Oceanodroma tristrami) – Tristram’s Storm-Petrel – *P
- Zwerg-Sturmschwalbe (Oceanodroma microsoma) – Least Storm-Petrel

### Tropikvögel (Phaethontiformes)

#### Tropikvögel (Phaethontidae)
- Weißschwanz-Tropikvogel (Phaethon lepturus) – White-tailed Tropicbird – *P
- Rotschnabel-Tropikvogel (Phaethon aethereus) – Red-billed Tropicbird
- Rotschwanz-Tropikvogel (Phaethon rubricauda) – Red-tailed Tropicbird – *

### Schreitvögel (Ciconiiformes)

#### Störche (Ciconiidae)
- Waldstorch (Mycteria americana) – Wood Stork – *

### Ruderfüßer ohne Pelikane (Suliformes)

#### Fregattvögel (Fregatidae)
- Prachtfregattvogel (Fregata magnificens) – Magnificent Frigatebird – *
- Bindenfregattvogel (Fregata minor) – Great Frigatebird – *P
- Arielfregattvogel (Fregata ariel) – Lesser Frigatebird – *P

#### Tölpel (Sulidae)
- Maskentölpel (Sula dactylatra) – Masked Booby – *P
- Blaufußtölpel (Sula nebouxii) – Blue-footed Booby – *
- Weißbauchtölpel (Sula leucogaster) – Brown Booby
- Rotfußtölpel (Sula sula) – Red-footed Booby – *
- Basstölpel (Morus bassanus) – Northern Gannet – *P

#### Kormorane (Phalacrocoracidae)
- Pinselscharbe (Phalacrocorax penicillatus) – Brandt’s Cormorant
- Olivenscharbe (Phalacrocorax brasilianus) – Neotropic Cormorant - P
- Ohrenscharbe (Phalacrocorax auritus) – Double-crested Cormorant
- Meerscharbe (Phalacrocorax pelagicus) – Pelagic Cormorant

#### Schlangenhalsvögel (Anhingidae)
- Amerika-Schlangenhalsvogel (Anhinga anhinga) – Anhinga – *P

### Ruderfüßer (Pelecaniformes)

#### Pelikane (Pelecanidae)
- Nashornpelikan (Pelecanus erythrorhynchos) – American White Pelican
- Braunpelikan (Pelecanus occidentalis) – Brown Pelican

#### Reiher (Ardeidae)
- Nordamerikanische Rohrdommel (Botaurus lentiginosus) – American Bittern
- Amerikanische Zwergdommel (Ixobrychus exilis) – Least Bittern
- Kanadareiher (Ardea herodias) – Great Blue Heron
- Silberreiher (Ardea alba) – Great Egret
- Schmuckreiher (Egretta thula) – Snowy Egret
- Blaureiher (Egretta caerulea) – Little Blue Heron
- Dreifarbenreiher (Egretta tricolor) – Tricolored Heron – *
- Rötelreiher (Egretta rufescens) – Reddish Egret
- Kuhreiher (Bubulcus ibis) – Cattle Egret
- Grünreiher (Butorides virescens) – Green Heron
- Nachtreiher (Nycticorax nycticorax) – Black-crowned Night-Heron
- Krabbenreiher (Nyctanassa violacea) – Yellow-crowned Night-Heron

#### Ibisse und Löffler (Threskiornithidae)
- Schneesichler (Eudocimus albus) – White Ibis – *
- Sichler (Plegadis falcinellus) – Glossy Ibis – *P
- Brillensichler (Plegadis chihi) – White-faced Ibis
- Rosalöffler (Platalea ajaja) – Roseate Spoonbill – *

### Greifvögel (Accipitriformes)

#### Neuweltgeier (Cathartidae)
- Rabengeier (Coragyps atratus) – Black Vulture – *P
- Truthahngeier (Cathartes aura) – Turkey Vulture
- Kalifornienkondor (Gymnogyps californianus) – California Condor – RI

#### Fischadler (Pandionidae)
- Fischadler (Pandion haliaetus) – Osprey

#### Habichtartige (Accipitridae)
- Schwalbenweih (Elanoides forficatus) – Swallow-tailed Kite – *P
- Weißschwanzaar (Elanus leucurus) – White-tailed Kite
- Mississippiweih (Ictinia mississippiensis) – Mississippi Kite – *
- Weißkopfseeadler (Haliaeetus leucocephalus) – Bald Eagle
- Kornweihe (Circus cyaneus) – Northern Harrier
- Eckschwanzsperber (Accipiter striatus) – Sharp-shinned Hawk
- Rundschwanzsperber (Accipiter cooperii) – Cooper’s Hawk
- Habicht (Accipiter gentilis) – Northern Goshawk
- Krabbenbussard (Buteogallus anthracinus) – Common Black-Hawk – *P
- Wüstenbussard (Parabuteo unicinctus) – Harris’s Hawk
- Rotschulterbussard (Buteo lineatus) – Red-shouldered Hawk
- Breitflügelbussard (Buteo platypterus) – Broad-winged Hawk
- Zweibindenbussard (Buteo plagiatus) – Gray Hawk – *PV
- Präriebussard (Buteo swainsoni) – Swainson’s Hawk
- Bandschwanzbussard (Buteo albonotatus) – Zone-tailed Hawk
- Rotschwanzbussard (Buteo jamaicensis) – Red-tailed Hawk
- Königsbussard (Buteo regalis) – Ferruginous Hawk
- Raufußbussard (Buteo lagopus) – Rough-legged Hawk
- Steinadler (Aquila chrysaetos) – Golden Eagle

### Kranichvögel (Gruiformes)

#### Rallenvögel (Rallidae)
- Gelbralle (Coturnicops noveboracensis) – Yellow Rail
- Schieferralle (Laterallus jamaicensis) – Black Rail
- Klapperralle (Rallus longirostris) – Clapper Rail
- Virginiaralle (Rallus limicola) – Virginia Rail
- Carolinasumpfhuhn (Porzana carolina) – Sora
- Zwergsultanshuhn (Porphyrio martinica) – Purple Gallinule – *
- Amerikanisches Teichhuhn (Gallinula galeata) – Common Gallinule
- Indianerblässhuhn (Fulica americana) – American Coot

#### Kraniche (Gruidae)
- Kanadakranich (Grus canadensis) – Sandhill Crane
- Kranich (Grus grus) – Common Crane – *P

### Regenpfeiferartige (Charadriiformes)

#### Säbelschnäbler (Recurvirostridae)
- Amerikanischer Stelzenläufer (Himantopus mexicanus) – Black-necked Stilt
- Amerikanischer Säbelschnäbler (Recurvirostra americana) – American Avocet

#### Austernfischer (Haematopodidae)
- Braunmantel-Austernfischer (Haematopus palliatus) – American Oystercatcher
- Klippenausternfischer (Haematopus bachmani) – Black Oystercatcher

#### Regenpfeifer (Charadriidae)
- Kiebitzregenpfeifer (Pluvialis squatarola) – Black-bellied Plover
- Prärie-Goldregenpfeifer (Pluvialis dominica) – American Golden-Plover
- Sibirischer Goldregenpfeifer (Pluvialis fulva) – Pacific Golden-Plover
- Mongolenregenpfeifer (Charadrius mongolus) – Lesser Sand-Plover – *P
- Großer Sandregenpfeifer (Charadrius leschenaultii) – Greater Sand-Plover – *PV
- Seeregenpfeifer (Charadrius nivosus) – Snowy Plover
- Dickschnabel-Regenpfeifer (Charadrius wilsonia) – Wilson’s Plover – *
- Sandregenpfeifer (Charadrius hiaticula) – Common Ringed Plover – *PVA
- Amerika-Sandregenpfeifer (Charadrius semipalmatus) – Semipalmated Plover
- Gelbfuß-Regenpfeifer (Charadrius melodus) – Piping Plover – *P
- Keilschwanz-Regenpfeifer (Charadrius vociferus) – Killdeer
- Bergregenpfeifer (Charadrius montanus) – Mountain Plover
- Mornellregenpfeifer (Charadrius morinellus) – Eurasian Dotterel – *PV

#### Schnepfenvögel (Scolopacidae)
- Terekwasserläufer (Xenus cinereus) – Terek Sandpiper – *PV
- Drosseluferläufer  (Actitis macularius) – Spotted Sandpiper
- Einsiedelwasserläufer  (Tringa solitaria) – Solitary Sandpiper
- Grauschwanzwasserläufer  (Tringa brevipes) – Gray-tailed Tattler – *P
- Wanderwasserläufer (Tringa incana) – Wandering Tattler
- Dunkler Wasserläufer (Tringa erythropus) – Spotted Redshank – *P
- Großer Gelbschenkel (Tringa melanoleuca) – Greater Yellowlegs
- Grünschenkel (Tringa nebularia) – Common Greenshank – *PV
- Schlammtreter (Tringa semipalmata) – Willet
- Kleiner Gelbschenkel (Tringa flavipes) – Lesser Yellowlegs
- Teichwasserläufer (Tringa stagnatilis) – Marsh Sandpiper – *P
- Bruchwasserläufer (Tringa glareola) – Wood Sandpiper – *P
- Prärieläufer (Bartramia longicauda) – Upland Sandpiper – *
- Zwergbrachvogel (Numenius minutus) – Little Curlew – *P
- Regenbrachvogel (Numenius phaeopus) – Whimbrel
- Borstenbrachvogel (Numenius tahitiensis) – Bristle-thighed Curlew – *PV
- Rostbrachvogel (Numenius americanus) – Long-billed Curlew
- Hudsonschnepfe (Limosa haemastica) – Hudsonian Godwit – *P
- Pfuhlschnepfe (Limosa lapponica) – Bar–tailed Godwit – *
- Amerikanische Pfuhlschnepfe (Limosa fedoa) – Marbled Godwit
- Steinwälzer (Arenaria interpres) – Ruddy Turnstone
- Schwarzkopf-Steinwälzer (Arenaria melanocephala) – Black Turnstone
- Knutt (Calidris canutus) – Red Knot
- Gischtläufer (Aphriza virgata) – Surfbird
- Kampfläufer (Philomachus pugnax) – Ruff
- Spitzschwanzstrandläufer (Calidris acuminata) – Sharp-tailed Sandpiper
- Bindenstrandläufer (Calidris himantopus) – Stilt Sandpiper
- Sichelstrandläufer (Calidris ferruginea) – Curlew Sandpiper – *
- Langzehenstrandläufer (Calidris subminuta) – Long-toed Stint – *P
- Rotkehlstrandläufer (Calidris ruficollis) – Red-necked Stint – *P
- Sanderling (Calidris alba) – Sanderling
- Alpenstrandläufer (Calidris alpina) – Dunlin
- Beringstrandläufer (Calidris ptilocnemis) – Rock Sandpiper
- Bairdstrandläufer (Calidris bairdii) – Baird’s Sandpiper
- Zwergstrandläufer (Calidris minuta) – Little Stint – *
- Wiesenstrandläufer (Calidris minutilla) – Least Sandpiper
- Weißbürzel-Strandläufer (Calidris fuscicollis) – White-rumped Sandpiper – *
- Grasläufer (Tryngites subruficollis) – Buff–breasted Sandpiper
- Graubrust-Strandläufer (Calidris melanotos) – Pectoral Sandpiper
- Sandstrandläufer (Calidris pusilla) – Semipalmated Sandpiper
- Bergstrandläufer (Calidris mauri) – Western Sandpiper
- Kleiner Schlammläufer (Limnodromus griseus) – Short-billed Dowitcher
- Großer Schlammläufer (Limnodromus scolopaceus) – Long-billed Dowitcher
- Zwergschnepfe (Lymnocryptes minimus) – Jack Snipe – *
- Wilsonbekassine (Gallinago delicata) – Wilson’s Snipe
- Bekassine (Gallinago gallinago) – Common Snipe – *P
- Kanadaschnepfe (Scolopax minor) – American Woodcock – *P
- Wilson-Wassertreter (Phalaropus tricolor) – Wilson’s Phalarope
- Odinshühnchen (Phalaropus lobatus) – Red-necked Phalarope
- Thorshühnchen (Phalaropus fulicarius) – Red Phalarope

#### Raubmöwen (Stercorariidae)
- Antarktikskua (Stercorarius maccormicki) – South Polar Skua
- Spatelraubmöwe (Stercorarius pomarinus) – Pomarine Jaeger
- Schmarotzerraubmöwe (Stercorarius parasiticus) – Parasitic Jaeger
- Falkenraubmöwe (Stercorarius longicaudus) – Long–tailed Jaeger

#### Alkenvögel (Alcidae)
- Trottellumme (Uria aalge) – Common Murre
- Dickschnabellumme (Uria lomvia) – Thick–billed Murre – *
- Taubenteiste (Cepphus columba) – Pigeon Guillemot
- Kamtschatkamarmelalk (Brachyramphus perdix) – Long–billed Murrelet – *
- Marmelalk (Brachyramphus marmoratus) – Marbled Murrelet
- Kurzschnabelalk (Brachyramphus brevirostris) – Kittlitz’s Murrelet – *
- Lummenalk (Synthliboramphus hypoleucus scrippsi) – Scripps’s Murrelet
- Lummenalk (Synthliboramphus hypoleucus hypoleucus) – Guadalupe Murrelet
- Craverialk (Synthliboramphus craveri) – Craveri’s Murrelet
- Silberalk (Synthliboramphus antiquus) – Ancient Murrelet
- Aleutenalk (Ptychoramphus aleuticus) – Cassin’s Auklet
- Rotschnabelalk (Aethia psittacula) – Parakeet Auklet
- Zwergalk (Aethia pusilla) – Least Auklet – *
- Schopfalk (Aethia cristatella) – Crested Auklet – *
- Nashornalk (Cerorhinca monocerata) – Rhinoceros Auklet
- Hornlund (Fratercula corniculata) – Horned Puffin
- Gelbschopflund (Fratercula cirrhata) – Tufted Puffin

#### Möwen (Laridae)
- Gabelschwanzmöwe (Creagrus furcatus) – Swallow–tailed Gull – *P
- Dreizehenmöwe (Rissa tridactyla) – Black–legged Kittiwake
- Klippenmöwe (Rissa brevirostris) – Red–legged Kittiwake – *
- Elfenbeinmöwe (Pagophila eburnea) – Ivory Gull – *P
- Schwalbenmöwe (Xema sabini) – Sabine’s Gull
- Bonapartemöwe (Chroicocephalus philadelphia) – Bonaparte’s Gull
- Lachmöwe (Chroicocephalus ridibundus) – Black–headed Gull – *P
- Zwergmöwe (Hydrocoloeus minutus) – Little Gull – *
- Rosenmöwe (Rhodostethia rosea) – Ross’s Gull – *P
- Aztekenmöwe (Leucophaeus atricilla) – Laughing Gull
- Präriemöwe (Leucophaeus pipixcan) – Franklin’s Gull
- Simeonsmöwe (Larus belcheri) – Belcher’s Gull – *PV
- Japanmöwe (Larus crassirostris) – Black–tailed Gull – *
- Heermannmöwe (Larus heermanni) – Heermann’s Gull
- Sturmmöwe (Larus canus) – Mew Gull
- Ringschnabelmöwe (Larus delawarensis) – Ring–billed Gull
- Westmöwe (Larus occidentalis) – Western Gull
- Gelbfußmöwe (Larus livens) – Yellow–footed Gull
- Kaliforniermöwe (Larus californicus) – California Gull
- Silbermöwe (Larus argentatus) – Herring Gull
- Polarmöwe (Larus glaucoides) – Iceland Gull – *P
- Heringsmöwe (Larus fuscus) – Lesser Black–backed Gull
- Kamtschatkamöwe (Larus schistisagus) – Slaty–backed Gull – *P
- Beringmöwe (Larus glaucescens) – Glaucous–winged Gull
- Eismöwe (Larus hyperboreus) – Glaucous Gull
- Mantelmöwe (Larus marinus) – Great Black–backed Gull – *P
- Rußseeschwalbe (Onychoprion fuscatus) – Sooty Tern – *
- Zügelseeschwalbe (Onychoprion anaethetus) – Bridled Tern – *P
- Antillenseeschwalbe (Sternula antillarum) – Least Tern
- Lachseeschwalbe (Gelochelidon nilotica) – Gull–billed Tern
- Raubseeschwalbe (Hydroprogne caspia) – Caspian Tern
- Trauerseeschwalbe (Chlidonias niger) – Black Tern
- Weißflügelseeschwalbe (Chlidonias leucopterus) – White–winged Tern – *PV
- Fluss-Seeschwalbe (Sterna hirundo) – Common Tern
- Küstenseeschwalbe (Sterna paradisaea) – Arctic Tern
- Forsterseeschwalbe (Sterna forsteri) – Forster’s Tern
- Königsseeschwalbe (Thalasseus maximus) – Royal Tern
- Brandseeschwalbe (Sterna sandvicensis) – Sandwich Tern – *P
- Schmuckseeschwalbe (Thalasseus elegans) – Elegant Tern
- Amerikascherenschnabel (Rynchops niger) – Black Skimmer

### Tauben (Columbiformes)

#### Tauben (Columbidae)
- Felsentaube (Columba livia) – Rock Pigeon – I
- Schuppenhalstaube (Patagioenas fasciata) – Band–tailed Pigeon
- Orientturteltaube (Streptopelia orientalis) – Oriental Turtle–Dove – *PV
- Türkentaube (Streptopelia decaocto) – Eurasian Collared–Dove – I
- Perlhalstaube (Streptopelia chinensis) – Spotted Dove – I
- Weißflügeltaube (Zenaida asiatica) – White–winged Dove
- Carolinataube (Zenaida macroura) – Mourning Dove
- Aztekentäubchen (Columbina inca) – Inca Dove
- Sperlingstäubchen (Columbina passerina) – Common Ground–Dove
- Rosttäubchen (Columbina talpacoti) – Ruddy Ground–Dove

### Kuckucke (Cuculiformes)

#### Kuckucke (Cuculidae)
- Kuckuck (Cuculus canorus) – Common Cuckoo – *PV
- Gelbschnabelkuckuck (Coccyzus americanus) – Yellow–billed Cuckoo
- Schwarzschnabelkuckuck (Coccyzus erythropthalmus) – Black–billed Cuckoo – *
- Wegekuckuck (Geococcyx californianus) – Greater Roadrunner
- Riefenschnabelani (Crotophaga sulcirostris) – Groove–billed Ani – *P

### Eulen (Strigiformes)

#### Schleiereulen (Tytonidae)
- Schleiereule (Tyto alba) – Barn Owl

#### Eigentliche Eulen (Strigidae)
- Ponderosaeule (Psiloscops flammeolus) – Flammulated Owl
- Westkreischeule (Megascops kennicottii) – Western Screech–Owl
- Virginia-Uhu (Bubo virginianus) – Great Horned Owl
- Schneeeule (Bubo scandiacus) – Snowy Owl – *
- Gnomenzwergkauz (Glaucidium gnoma) – Northern Pygmy–Owl
- Elfenkauz (Micrathene whitneyi) – Elf Owl – *
- Kaninchenkauz (Athene cunicularia) – Burrowing Owl
- Fleckenkauz (Strix occidentalis) – Spotted Owl
- Streifenkauz (Strix varia) – Barred Owl
- Bartkauz (Strix nebulosa) – Great Gray Owl
- Waldohreule (Asio otus) – Long–eared Owl
- Sumpfohreule (Asio flammeus) – Short–eared Owl
- Sägekauz (Aegolius acadicus) – Northern Saw-whet Owl

### Schwalmartige (Caprimulgiformes)

#### Nachtschwalben (Caprimulgidae)
- Texasnachtschwalbe (Chordeiles acutipennis) – Lesser Nighthawk
- Falkennachtschwalbe (Chordeiles minor) – Common Nighthawk
- Winternachtschwalbe (Phalaenoptilus nuttallii) – Common Poorwill
- Carolina-Nachtschwalbe (Caprimulgus carolinensis) – Chuck–will’s–widow – *
- Braunhals-Nachtschwalbe (Caprimulgus ridgwayi) – Buff–collared Nightjar – *
- Schwarzkehl-Nachtschwalbe (Caprimulgus vociferus) – Eastern Whip–poor–will – *PA
- Arizona-Nachtschwalbe (Caprimulgus arizonae) – Mexican Whip–poor–will

### Seglervögel (Apodiformes)

#### Segler (Apodidae)
- Schwarzsegler (Cypseloides niger) – Black Swift
- Halsbandsegler (Streptoprocne zonaris) – White–collared Swift – *S
- Schornsteinsegler (Chaetura pelagica) – Chimney Swift
- Graubauchsegler (Chaetura vauxi) – Vaux’s Swift
- Mauersegler (Apus apus) – Common Swift – *P
- Weißbrustsegler (Aeronautes saxatalis) – White–throated Swift

#### Kolibris (Trochilidae)
- Mexiko-Veilchenohrkolibri (Colibri thalassinus) – Green Violetear – *P
- Violettkron-Brillantkolibri (Eugenes fulgens) – Magnificent Hummingbird – *P
- Blaukehlnymphe (Lampornis clemenciae) – Blue–throated Hummingbird – *P
- Rubinkehlkolibri (Archilochus colubris) – Ruby–throated Hummingbird – *
- Schwarzkinnkolibri (Archilochus alexandri) – Black–chinned Hummingbird
- Annakolibri (Calypte anna) – Anna’s Hummingbird
- Veilchenkopfelfe (Calypte costae) – Costa’s Hummingbird
- Breitschwanzkolibri (Selasphorus platycercus) – Broad–tailed Hummingbird
- Rotrücken-Zimtelfe (Selasphorus rufus) – Rufous Hummingbird
- Allenkolibri (Selasphorus sasin) – Allen’s Hummingbird
- Sternelfe (Selasphorus calliope) – Calliope Hummingbird
- Breitschnabelkolibri (Cynanthus latirostris) – Broad–billed Hummingbird – *P
- Veilchenscheitelamazilie (Amazilia violiceps) – Violet–crowned Hummingbird – *P
- Schwarzstirn-Saphirkolibri (Basilinna xantusii) – Xantus’s Hummingbird – *P

### Rackenvögel (Coraciiformes)

#### Eisvögel (Alcedinidae)
- Gürtelfischer (Megaceryle alcyon) – Belted Kingfisher

### Spechtvögel (Piciformes)

#### Spechte (Picidae)
- Blutgesichtspecht (Melanerpes lewis) – Lewis’s Woodpecker
- Rotkopfspecht (Melanerpes erythrocephalus) – Red–headed Woodpecker – *
- Eichelspecht (Melanerpes formicivorus) – Acorn Woodpecker
- Gilaspecht (Melanerpes uropygialis) – Gila Woodpecker
- Kiefernsaftlecker (Sphyrapicus thyroideus) – Williamson’s Sapsucker
- Gelbbauch-Saftlecker (Sphyrapicus varius) – Yellow–bellied Sapsucker
- Rotnacken-Saftlecker (Sphyrapicus nuchalis) – Red–naped Sapsucker
- Feuerkopf-Saftlecker (Sphyrapicus ruber) – Red–breasted Sapsucker
- Texasspecht (Picoides scalaris) – Ladder–backed Woodpecker
- Nuttallspecht (Picoides nuttallii) – Nuttall’s Woodpecker
- Dunenspecht (Picoides pubescens) – Downy Woodpecker
- Haarspecht (Picoides villosus) – Hairy Woodpecker
- Weißkopfspecht (Picoides albolarvatus) – White–headed Woodpecker
- Schwarzrückenspecht (Picoides arcticus) – Black–backed Woodpecker
- Goldspecht (Colaptes auratus) – Northern Flicker
- Wüstengoldspecht (Colaptes chrysoides) – Gilded Flicker
- Helmspecht (Dryocopus pileatus) – Pileated Woodpecker

### Falkenartige (Falconiformes)

#### Falkenartige (Falconidae)
- Karibikkarakara (Caracara cheriway) – Crested Caracara – *PV
- Turmfalke (Falco tinnunculus) – Eurasian Kestrel – *P
- Buntfalke (Falco sparverius) – American Kestrel
- Merlin (Falco columbarius) – Merlin
- Gerfalke (Falco rusticolus) – Gyrfalcon – *
- Wanderfalke (Falco peregrinus) – Peregrine Falcon
- Präriefalke (Falco mexicanus) – Prairie Falcon

### Papageien (Psittaciformes)

#### Eigentliche Papageien (Psittacidae)
- Grünwangenamazone (Amazona viridigenalis) – Red–crowned Parrot – I*

### Sperlingsvögel (Passeriformes)

#### Tyrannen (Tyrannidae)
- Olivflanken-Schnäppertyrann (Contopus cooperi) – Olive–sided Flycatcher
- Großer Schnäppertyrann (Contopus pertinax) – Greater Pewee – *
- Westlicher Waldtyrann (Contopus sordidulus) – Western Wood–Pewee
- Östlicher Waldtyrann (Contopus virens) – Eastern Wood–Pewee – *PA
- Birkenschnäppertyrann (Empidonax flaviventris) – Yellow–bellied Flycatcher – *
- Erlenschnäppertyrann (Empidonax alnorum) – Alder Flycatcher – *
- Weidentyrann (Empidonax traillii) – Willow Flycatcher
- Gartentyrann (Empidonax minimus) – Least Flycatcher
- Tannentyrann (Empidonax hammondii) – Hammond’s Flycatcher
- Beifußtyrann (Empidonax wrightii) – Gray Flycatcher
- Buschtyrann (Empidonax oberholseri) – Dusky Flycatcher
- Ufertyrann (Empidonax difficilis) – Pacific–slope Flycatcher
- Hochlandschnäppertyrann (Empidonax occidentalis) – Cordilleran Flycatcher
- Schwarzkopf-Phoebetyrann (Sayornis nigricans) – Black Phoebe
- Weißbauch-Phoebetyrann (Sayornis phoebe) – Eastern Phoebe
- Zimtbauch-Phoebetyrann (Sayornis saya) – Say’s Phoebe
- Rubintyrann (Pyrocephalus rubinus) – Vermilion Flycatcher
- Schwarzkappen-Schopftyrann (Myiarchus tuberculifer) – Dusky–capped Flycatcher – *
- Graukehltyrann (Myiarchus cinerascens) – Ash–throated Flycatcher
- Pazifischer Schopftyrann (Myiarchus nuttingi) – Nutting’s Flycatcher – *PVA
- Gelbbauch-Schopftyrann (Myiarchus crinitus) – Great Crested Flycatcher – *
- Cayennetyrann (Myiarchus tyrannulus) – Brown–crested Flycatcher
- Nördlicher Fleckenmaskentyrann (Myiodynastes luteiventris) – Sulphur–bellied Flycatcher – *PV
- Trauertyrann (Tyrannus melancholicus) – Tropical Kingbird
- Texaskönigstyrann (Tyrannus couchii) – Couch’s Kingbird – *PA
- Cassinkönigstyrann (Tyrannus vociferans) – Cassin’s Kingbird
- Dickschnabeltyrann (Tyrannus crassirostris) – Thick–billed Kingbird – *PVA
- Arkansaskönigstyrann (Tyrannus verticalis) – Western Kingbird
- Königstyrann (Tyrannus tyrannus) – Eastern Kingbird
- Scherenschwanz-Königstyrann (Tyrannus forficatus) – Scissor–tailed Flycatcher
- Gabelschwanz-Königstyrann (Tyrannus savana) – Fork–tailed Flycatcher – *P

#### Würger (Laniidae)
- Braunwürger (Lanius cristatus) – Brown Shrike – *P
- Louisianawürger (Lanius ludovicianus) – Loggerhead Shrike
- Nördlicher Raubwürger (Lanius excubitor) – Northern Shrike

#### Vireos (Vireonidae)
- Weißaugenvireo (Vireo griseus) – White–eyed Vireo – *PA
- Braunaugenvireo (Vireo bellii) – Bell’s Vireo
- Grauvireo (Vireo vicinior) – Gray Vireo
- Gelbkehlvireo (Vireo flavifrons) – Yellow–throated Vireo
- Weißstirnvireo (Vireo plumbeus) – Plumbeous Vireo
- Cassinvireo (Vireo cassinii) – Cassin’s Vireo
- Blaukopfvireo (Vireo solitarius) – Blue–headed Vireo – *
- Huttonvireo (Vireo huttoni) – Hutton’s Vireo
- Sängervireo (Vireo gilvus) – Warbling Vireo
- Schlichtvireo (Vireo philadelphicus) – Philadelphia Vireo
- Rotaugenvireo (Vireo olivaceus) – Red–eyed Vireo
- Zitronenflankenvireo (Vireo flavoviridis) – Yellow–green Vireo – *

#### Corvidae (Rabenvögel)
- Meisenhäher (Perisoreus canadensis) – Gray Jay
- Nacktschnabelhäher (Gymnorhinus cyanocephalus) – Pinyon Jay
- Diademhäher (Cyanocitta stelleri) – Steller’s Jay
- Blauhäher (Cyanocitta cristata) – Blue Jay – *
- Inselhäher (Aphelocoma insularis) – Island Scrub–Jay
- Westlicher Buschhäher (Aphelocoma californica) – Western Scrub–Jay
- Kiefernhäher (Nucifraga columbiana) – Clark’s Nutcracker
- Hudsonelster (Pica hudsonia) – Black–billed Magpie
- Gelbschnabelelster (Pica nuttalli) – Yellow–billed Magpie
- Amerikanerkrähe (Corvus brachyrhynchos) – American Crow
- Kolkrabe (Corvus corax) – Common Raven

#### Alaudidae (Lerchen)
- Feldlerche (Alauda arvensis) – Sky Lark – *P
- Ohrenlerche (Eremophila alpestris) – Horned Lark

#### Hirundinidae (Schwalben)
- Purpurschwalbe (Progne subis) – Purple Martin
- Sumpfschwalbe (Tachycineta bicolor) – Tree Swallow
- Veilchenschwalbe (Tachycineta thalassina) – Violet–green Swallow
- Graukehlschwalbe (Stelgidopteryx serripennis) – Northern Rough–winged Swallow
- Uferschwalbe (Riparia riparia) – Bank Swallow
- Fahlstirnschwalbe (Petrochelidon pyrrhonota) – Cliff Swallow
- Höhlenschwalbe (Petrochelidon fulva) – Cave Swallow – *P
- Rauchschwalbe (Hirundo rustica) – Barn Swallow

#### Paridae (Meisen)
- Schwarzkopfmeise (Poecile atricapillus) – Black–capped Chickadee
- Gebirgsmeise (Poecile gambeli) – Mountain Chickadee
- Rotrückenmeise (Poecile rufescens) – Chestnut–backed Chickadee
- Schlichtmeise (Baeolophus inornatus) – Oak Titmouse
- Wacholdermeise (Baeolophus ridgwayi) – Oak Titmouse

#### Remizidae (Beutelmeisen)
- Goldkopf-Beutelmeise (Auriparus flaviceps) – Verdin

#### Aegithalidae (Schwanzmeisen)
- Buschmeise (Psaltriparus minimus) – Bushtit

#### Sittidae (Kleiber)
- Kanadakleiber (Sitta canadensis) – Red–breasted Nuthatch
- Carolinakleiber (Sitta carolinensis) – White–breasted Nuthatch
- Zwergkleiber (Sitta pygmaea) – Pygmy Nuthatch

#### Certhiidae (Baumläufer)
- Andenbaumläufer (Certhia americana) – Brown Creeper

#### Troglodytidae (Zaunkönige)
- Felsenzaunkönig (Salpinctes obsoletus) – Rock Wren
- Schluchtenzaunkönig (Catherpes mexicanus) – Canyon Wren
- Hauszaunkönig (Troglodytes aedon) – House Wren
- Pazifischer Winterzaunkönig (Troglodytes pacificus) – Pacific Wren
- Winterzaunkönig (Troglodytes hiemalis) – Winter Wren – *PA
- Pampazaunkönig (Cistothorus platensis) – Sedge Wren – *PA
- Sumpfzaunkönig (Cistothorus palustris) – Marsh Wren
- Buschzaunkönig (Thryomanes bewickii) – Bewick’s Wren
- Kaktuszaunkönig (Campylorhynchus brunneicapillus) – Cactus Wren

#### Polioptilidae (Mückenfänger)
- Blaumückenfänger (Polioptila caerulea) – Blue–gray Gnatcatcher
- Kalifornischer Mückenfänger (Polioptila californica) – California Gnatcatcher
- Schwarzschwanz-Mückenfänger (Polioptila melanura) – Black–tailed Gnatcatcher – *

#### Cinclidae (Wasseramseln)
- Grauwasseramsel (Cinclus mexicanus) – American Dipper

#### Regulidae (Goldhähnchen)
- Indianergoldhähnchen (Regulus satrapa) – Golden–crowned Kinglet
- Rubingoldhähnchen (Regulus calendula) – Ruby–crowned Kinglet

#### Phylloscopidae (Laubsänger)
- Dunkellaubsänger (Phylloscopus fuscatus) – Dusky Warbler – *
- Wanderlaubsänger (Phylloscopus borealis) – Arctic Warbler – *P

#### Sylviidae (Grasmückenartige)
- Chaparralgrasmücke (Chamaea fasciata) – Wrentit

#### Megaluridae (Grassänger)
- Strichelschwirl (Locustella lanceolata) – Lanceolated Warbler – *P

#### Muscicapidae (Fliegenschnäpper)
- Blaukehlchen (Luscinia svecica) – Bluethroat – *P
- Blauschwanz (Tarsiger cyanurus) – Red–flanked Bluetail – *P
- Taigazwergschnäpper (Ficedula albicilla) – Taiga Flycatcher – *P
- Steinschmätzer (Oenanthe oenanthe) – Northern Wheatear – *
- Schwarzkehlchen (Saxicola torquatus) – Stonechat – *P*

#### Turdidae (Drosseln)
- Blaukehl-Hüttensänger (Sialia mexicana) – Western Bluebird
- Berghüttensänger (Sialia currucoides) – Mountain Bluebird
- Bergklarino (Myadestes townsendi) – Townsend’s Solitaire
- Wilson-Drossel (Catharus fuscescens) – Veery – *P
- Grauwangendrossel (Catharus minimus) – Gray–cheeked Thrush – *
- Zwergdrossel (Catharus ustulatus) – Swainson’s Thrush
- Einsiedlerdrossel (Catharus guttatus) – Hermit Thrush
- Walddrossel (Hylocichla mustelina) – Wood Thrush – *
- Weißbrauendrossel (Turdus obscurus) – Eyebrowed Thrush – *PV
- Rotmanteldrossel (Turdus rufopalliatus) – Rufous–backed Robin – *P
- Wanderdrossel (Turdus migratorius) – American Robin
- Halsbanddrossel (Ixoreus naevius) – Varied Thrush

#### Mimidae (Spottdrosseln)
- Katzendrossel (Dumetella carolinensis) – Gray Catbird
- Krummschnabel-Spottdrossel (Toxostoma curvirostre) – Curve–billed Thrasher – *
- Rotrücken-Spottdrossel (Toxostoma rufum) – Brown Thrasher
- Kaktusspottdrossel (Toxostoma bendirei) – Bendire’s Thrasher
- Kalifornienspottdrossel (Toxostoma redivivum) – California Thrasher
- Wüstenspottdrossel (Toxostoma lecontei) – Le Conte’s Thrasher
- Rotbauch-Spottdrossel (Toxostoma crissale) – Crissal Thrasher
- Bergspottdrossel (Oreoscoptes montanus) – Sage Thrasher
- Spottdrossel (Mimus polyglottos) – Northern Mockingbird

#### Sturnidae (Stare)
- Star (Sturnus vulgaris) – European Starling – I

#### Motacillidae (Stelzen und Pieper)
- Östliche Schafstelze (Motacilla tschutschensis) – Eastern Yellow Wagtail – *P
- Gebirgsstelze (Motacilla cinerea) – Gray Wagtail – *P
- Bachstelze (Motacilla alba) – White Wagtail – *P
- Waldpieper (Anthus hodgsoni) – Olive–backed Pipit – *P
- Rotkehlpieper (Anthus cervinus) – Red–throated Pipit
- Pazifischer Wasserpieper (Anthus rubescens) – American Pipit
- Präriepieper (Anthus spragueii) – Sprague’s Pipit

#### Bombycillidae (Seidenschwänze)
- Seidenschwanz (Bombycilla garrulus) – Bohemian Waxwing
- Zedernseidenschwanz (Bombycilla cedrorum) – Cedar Waxwing

#### Ptiliogonatidae (Seidenschnäpper)
- Trauerseidenschnäpper (Phainopepla nitens) – Phainopepla

#### Calcariidae (Sporn- und Schneeammern)
- Spornammer (Calcarius lapponicus) – Lapland Longspur
- Gelbkehl-Spornammer (Calcarius ornatus) – Chestnut–collared Longspur
- Goldbauch-Spornammer (Calcarius pictus) – Smith’s Longspur – *PV
- Weißkehl-Spornammer (Rhynchophanes mccownii) – McCown’s Longspur – *
- Schneeammer (Plectrophenax nivalis) – Snow Bunting – *

#### Parulidae (Waldsänger)
- Pieperwaldsänger (Seiurus aurocapilla) – Ovenbird
- Haldenwaldsänger (Helmitheros vermivorum) – Worm–eating Warbler – *
- Stelzenwaldsänger (Parkesia motacilla) – Louisiana Waterthrush – *
- Uferwaldsänger (Parkesia noveboracensis) – Northern Waterthrush
- Goldflügel-Waldsänger (Vermivora chrysoptera) – Golden–winged Warbler – *
- Blauflügel-Waldsänger (Vermivora cyanoptera) – Blue–winged Warbler – *
- Baumläuferwaldsänger (Mniotilta varia) – Black–and–white Warbler
- Zitronenwaldsänger (Protonotaria citrea) – Prothonotary Warbler
- Brauenwaldsänger (Oreothlypis peregrina) – Tennessee Warbler
- Orangefleck-Waldsänger (Oreothlypis celata) – Orange–crowned Warbler
- Rotbürzel-Waldsänger (Oreothlypis luciae) – Lucy’s Warbler
- Rubinfleck-Waldsänger (Oreothlypis ruficapilla) – Nashville Warbler
- Gelbsteiß-Waldsänger (Oreothlypis virginiae) – Virginia’s Warbler
- Augenringwaldsänger (Oporornis agilis) – Connecticut Warbler – *
- Dickichtwaldsänger (Geothlypis tolmiei) – MacGillivray’s Warbler
- Graukopf-Waldsänger (Geothlypis philadelphia) – Mourning Warbler – *
- Kentuckygelbkehlchen (Geothlypis formosa) – Kentucky Warbler
- Weidengelbkehlchen (Geothlypis trichas) – Common Yellowthroat
- Kapuzenwaldsänger (Setophaga citrina) – Hooded Warbler
- Schnäpperwaldsänger (Setophaga ruticilla) – American Redstart
- Tigerwaldsänger (Setophaga tigrina) – Cape May Warbler – *
- Blauwaldsänger (Setophaga cerulea) – Cerulean Warbler – *
- Meisenwaldsänger (Setophaga americana) – Northern Parula
- Magnolienwaldsänger (Setophaga magnolia) – Magnolia Warbler
- Braunbrust-Waldsänger (Setophaga castanea) – Bay–breasted Warbler
- Fichtenwaldsänger (Setophaga fusca) – Blackburnian Warbler
- Goldwaldsänger (Setophaga petechia) – Yellow Warbler
- Gelbscheitel-Waldsänger (Setophaga pensylvanica) – Chestnut–sided Warbler
- Streifenwaldsänger (Setophaga striata) – Blackpoll Warbler
- Blaurücken-Waldsänger (Setophaga caerulescens) – Black–throated Blue Warbler
- Palmenwaldsänger (Setophaga palmarum) – Palm Warbler
- Kiefernwaldsänger (Setophaga pinus) – Pine Warbler
- Kronwaldsänger (Setophaga coronata) – Yellow–rumped Warbler
- Goldkehl-Waldsänger (Setophaga dominica) – Yellow–throated Warbler
- Rostscheitel-Waldsänger (Setophaga discolor) – Prairie Warbler
- Arizonawaldsänger (Setophaga graciae) – Grace’s Warbler – *
- Trauerwaldsänger (Setophaga nigrescens) – Black–throated Gray Warbler
- Townsendwaldsänger (Setophaga townsendi) – Townsend’s Warbler
- Einsiedelwaldsänger (Setophaga occidentalis) – Hermit Warbler
- Goldwangen-Waldsänger (Setophaga chrysoparia) – Golden–cheeked Warbler – *
- Grünmantel-Waldsänger (Setophaga virens) – Black–throated Green Warbler
- Kanadawaldsänger (Cardellina canadensis) – Canada Warbler – *
- Mönchswaldsänger (Cardellina pusilla) – Wilson’s Warbler – *
- Dreifarben-Waldsänger (Cardellina rubrifrons) – Red–faced Warbler – *
- Rotbrust-Waldsänger (Myioborus pictus) – Painted Redstart
- Gelbbrust-Waldsänger (Icteria virens) – Yellow–breasted Chat

#### Emberizidae (Ammern)
- Grünschwanz-Grundammer (Pipilo chlorurus) – Green–tailed Towhee
- Grundammer (Pipilo maculatus) – Spotted Towhee
- Rostscheitelammer (Aimophila ruficeps) – Rufous–crowned Sparrow
- Kaliforniengrundammer (Melozone crissalis) – California Towhee
- Schwarzkinn-Buschammer (Melozone aberti) – Abert’s Towhee
- Cassinammer (Peucaea cassinii) – Cassin’s Sparrow – *
- Baumammer (Spizella arborea) – American Tree Sparrow
- Schwirrammer (Spizella passerina) – Chipping Sparrow
- Fahlammer (Spizella pallida) – Clay–colored Sparrow
- Nevadaammer (Spizella breweri) – Brewer’s Sparrow
- Klapperammer (Spizella pusilla) – Field Sparrow – *P
- Schwarzkinnammer (Spizella atrogularis) – Black–chinned Sparrow
- Abendammer (Pooecetes gramineus) – Vesper Sparrow
- Rainammer (Chondestes grammacus) – Lark Sparrow
- Schwarzkehlammer (Amphispiza bilineata) – Black–throated Sparrow
- Salbeiammer (Artemisiospiza nevadensis) – Sagebrush Sparrow
- Beifußammer (Artemisiospiza belli) – Bell’s Sparrow
- Prärieammer (Calamospiza melanocorys) – Lark Bunting
- Grasammer (Passerculus sandwichensis) – Savannah Sparrow
- Heuschreckenammer (Ammodramus savannarum) – Grasshopper Sparrow
- Baird-Ammer (Centronyx bairdii) – Baird’s Sparrow – *
- Leconteammer (Ammospiza leconteii) – Le Conte’s Sparrow – *
- Nelsonammer (Ammodramus nelsoni) – Nelson’s Sparrow
- Fuchsammer (Passerella iliaca) – Fox Sparrow
- Singammer (Melospiza melodia) – Song Sparrow
- Lincoln-Ammer (Melospiza lincolnii) – Lincoln’s Sparrow
- Sumpfammer (Melospiza georgiana) – Swamp Sparrow
- Weißkehlammer (Zonotrichia albicollis) – White–throated Sparrow
- Harris-Ammer (Zonotrichia querula) – Harris’s Sparrow
- Dachsammer (Zonotrichia leucophrys) – White–crowned Sparrow
- Kronenammer (Zonotrichia atricapilla) – Golden–crowned Sparrow
- Junko (Junco hyemalis) – Dark–eyed Junco
- Zwergammer (Emberiza pusilla) – Little Bunting – *P
- Waldammer (Emberiza rustica) – Rustic Bunting – *P

#### Cardinalidae (Kardinäle)
- Zinnobertangare (Piranga flava) – Hepatic Tanager
- Sommertangare (Piranga rubra) – Summer Tanager
- Scharlachtangare (Piranga olivacea) – Scarlet Tanager
- Kieferntangare (Piranga ludoviciana) – Western Tanager
- Rotkardinal (Cardinalis cardinalis) – Northern Cardinal
- Schmalschnabelkardinal (Cardinalis sinuatus) – Pyrrhuloxia – *P
- Rosenbrust-Kernknacker (Pheucticus ludovicianus) – Rose–breasted Grosbeak
- Schwarzkopf-Kernknacker (Pheucticus melanocephalus) – Black–headed Grosbeak
- Azurbischof (Passerina caerulea) – Blue Grosbeak
- Lazulifink (Passerina amoena) – Lazuli Bunting
- Indigofink (Passerina cyanea) – Indigo Bunting
- Vielfarbenfink (Passerina versicolor) – Varied Bunting – *
- Papstfink (Passerina ciris) – Painted Bunting
- Dickzissel (Spiza americana) – Dickcissel

#### Icteridae (Stärlinge)
- Reisstärling (Dolichonyx oryzivorus) – Bobolink
- Rotflügelstärling (Agelaius phoeniceus) – Red–winged Blackbird
- Dreifarbenstärling (Agelaius tricolor) – Tricolored Blackbird
- Westlicher Lerchenstärling (Sturnella neglecta) – Western Meadowlark
- Gelbkopf-Schwarzstärling (Xanthocephalus xanthocephalus) – Yellow–headed Blackbird
- Roststärling (Euphagus carolinus) – Rusty Blackbird – *
- Purpurstärling (Euphagus cyanocephalus) – Brewer’s Blackbird
- Purpur-Grackel (Quiscalus quiscula) – Common Grackle – *
- Dohlengrackel (Quiscalus mexicanus) – Great–tailed Grackle
- Rotaugenkuhstärling (Molothrus aeneus) – Bronzed Cowbird
- Braunkopf-Kuhstärling (Molothrus ater) – Brown–headed Cowbird
- Gartentrupial (Icterus spurius) – Orchard Oriole
- Maskentrupial (Icterus cucullatus) – Hooded Oriole
- Piroltrupial (Icterus pustulatus) – Streak–backed Oriole – *
- Bullock-Trupial (Icterus bullockii) – Bullock’s Oriole
- Baltimoretrupial (Icterus galbula) – Baltimore Oriole
- Scott-Trupial (Icterus parisorum) – Scott’s Oriole

#### Fringillidae (Finken)
- Bergfink (Fringilla montifringilla) – Brambling – *PV
- Graukopf-Schneegimpel (Leucosticte tephrocotis) – Gray–crowned Rosy–Finch
- Schwarz-Schneegimpel (Leucosticte atrata) – Black Rosy–Finch – *
- Hakengimpel (Pinicola enucleator) – Pine Grosbeak
- Karmingimpel (Carpodacus erythrinus) – Common Rosefinch – *P
- Hausgimpel (Haemorhous mexicanus) – House Finch
- Purpurgimpel (Haemorhous purpureus) – Purple Finch
- Cassingimpel (Haemorhous cassinii) – Cassin’s Finch
- Fichtenkreuzschnabel (Loxia curvirostra) – Red Crossbill
- Bindenkreuzschnabel (Loxia leucoptera) – White–winged Crossbill – *S
- Birkenzeisig (Acanthis flammea) – Common Redpoll – *
- Fichtenzeisig (Carduelis pinus) – Pine Siskin
- Mexikozeisig (Carduelis psaltria) – Lesser Goldfinch
- Maskenzeisig (Carduelis lawrencei) – Lawrence’s Goldfinch
- Goldzeisig (Carduelis tristis) – American Goldfinch
- Abendkernbeißer (Coccothraustes vespertinus) – Evening Grosbeak

#### Passeridae (Sperlinge)
- Haussperling (Passer domesticus) – House Sparrow – I

#### Estrildidae (Prachtfinken)
- Muskatamadine (Lonchura punctulata) – Nutmeg Mannikin – I